# 5365 Fievez
Az 5365 Fievez (ideiglenes jelöléssel 1981 EN1) a Naprendszer kisbolygóövében található aszteroida. Henri Debehogne, G. DeSanctis fedezte fel 1981. március 7-én.